# (2352) Курчатов
(2352) Курчатов (лат. Kurchatov) — типичный астероид главного пояса, открыт 10 сентября 1969 года советским астрономом Людмилой Черных в Крымской астрофизической обсерватории и 28 января 1983 года назван в честь советского физика Игоря Курчатова.

## Обнаружение и именование
(2352) Курчатов
Открыт 10 сентября 1969 года в Научном Л. И. Черных.
Назван в память о великом физике-атомщике и организаторе науки Игоре Васильевиче Курчатове (1902—1960), основателе и первом директоре Института атомной энергии Академии наук СССР. В честь Курчатова также назван лунный кратер.
Оригинальный текст (англ.)2352 Kurchatov
Discovered 1969-09-10 by Chernykh, L. at Nauchnyj.
Named in memory of Igor' Vasil'evich Kurchatov (1902—1960), great atomic physicist and organizer of science, founder and first director of the Institute of Atomic Energy of the U.S.S.R. Academy of Sciences. Kurchatov is also honored by a lunar crater.
Источники: DISCOVERY.DB; M.P.C. 7617.

## Орбита

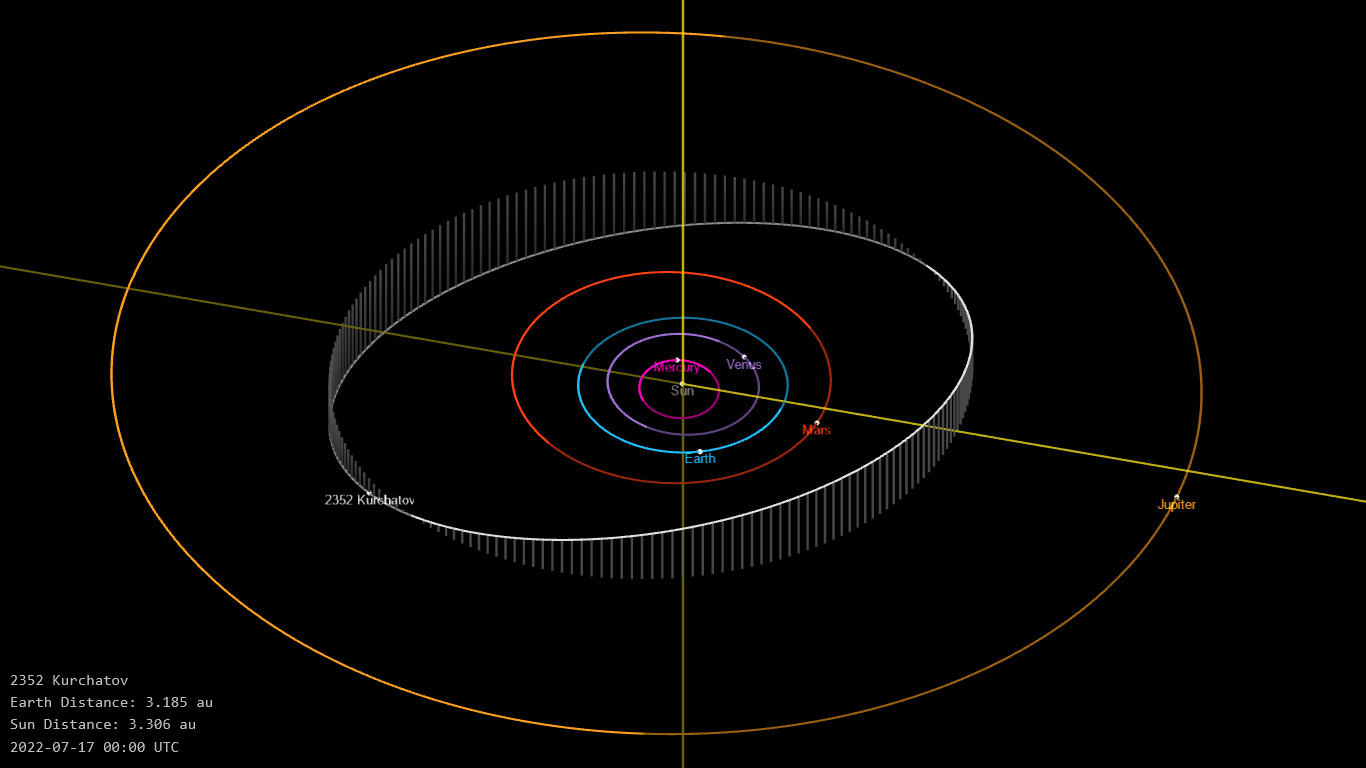
Орбита астероида Курчатов и его положение в Солнечной системе

## Физические характеристики
Из наблюдений системы телескопов панорамного обзора и быстрого реагирования Pan-STARRS таксономическому классу C.
По результатам наблюдений в видимом и ближнем инфракрасном диапазоне космического телескопа NEOWISE и наблюдений в инфракрасном диапазоне спутника Akari диаметр астероида сначала оценивался равным 30,069±0,234 км, позже — 31,89±0,53 км, 36,15±0,88 км, 30,56±11,40 км, 30,069±0,234 км, 29,22±11,28 км и 28,13±9,32 км, 31,90±12,74 км. Согласно тем же источникам альбедо оценивается как 0,0591±0,0087, 0,067±0,003, 0,037±0,005, 0,04±0,08, 0,059±0,009, 0,040±0,042 и 0,048±0,045, 0,040±0,038.